# L'Inévitable Catastrophe
Pour plus de détails, voir Fiche technique et Distribution.
L'Inévitable Catastrophe (The Swarm) est un film catastrophe américain réalisé et produit par Irwin Allen, sorti en 1978.

## Synopsis
Des abeilles d'Amérique du Sud se sont accouplées avec les abeilles d'Amérique du Nord. Un scientifique découvre une hormone poussant ces abeilles à devenir de véritables tueuses, qui vont tout détruire sur leur passage. De plus, elles apportent une maladie…

## Fiche technique
- Titre original : The Swarm
- Titre : L'Inévitable Catastrophe
- Réalisation : Irwin Allen
- Scénario : Stirling Silliphant, d'après un roman de Arthur Herzog Jr.
- Décors : Stan Jolley
- Costumes : Paul Zastupnevich (en)
- Production : Irwin Allen
- Société de production : Irwin Allen Productions
- Société de distribution : Warner Bros. Pictures
- Photographie : Fred J. Koenekamp
- Montage : Harold F. Kress
- Musique : Jerry Goldsmith
- Pays de production : États-Unis
- Langue originale : anglais
- Format : couleur 2.35 Technicolor - 4-Track Stereo
- Genre : catastrophe
- Durée : 116 minutes
- Dates de sortie : 
  - États-Unis : 14 juillet 1978
  - France : 13 septembre 1978

## Distribution
- Michael Caine (VF : Bernard Dhéran) : le Dr Bradford Crane
- Katharine Ross (VF : Caroline Cellier) : la capitaine Helena Anderson
- Richard Widmark (VF : Jacques Dacqmine) : le major Général Thalius Slater
- Richard Chamberlain (VF: Pierre Arditi) : le Dr Hubbard
- Olivia de Havilland (VF : Jane Val) : Maureen Schuster
- Ben Johnson (VF : Michel Barbey) : Félix
- Lee Grant (VF : Lily Baron) : Anne MacGregor
- José Ferrer (VF : Jacques Berthier) : le Dr Andrews
- Patty Duke : Rita
- Slim Pickens (VF : Raoul Delfosse) : Jud Hawkins
- Bradford Dillman (VF : Philippe Ogouz) : le major Baker
- Fred MacMurray (VF : Jacques Thébault) : Maire Clarence Tuttle
- Henry Fonda (VF: Claude Dauphin) : le Dr Walter Krim
- Cameron Mitchell (VF : Serge Sauvion) : le général Thompson
- Christian Juttner : Paul Durant
- Morgan Paull (VF : Bernard Woringer) : le Dr Newman
- Alejandro Rey : le Dr Martinez
- Don Barry : Pete Harris
- Doria Cook-Nelson : Mme Mary Durant
- Robert Varney (VF : Bernard Woringer) : M. Durant
- Patrick Culliton : le shérif Morrison
- Mara Cook (VF : Joëlle Fossier) : la secrétaire
- Frank Blair (en) (VF : Roger Lumont) : lui-même
- Arthur Space : l'ingénieur

## Nomination
Meilleure création de costumes à la cérémonie des Oscars 1979

## Résultats au box-office
Alors que son budget était estimé à 21 millions de dollars, le film généra en recettes d'exploitation, sur le territoire américain, 10 millions de dollars, soit moins de la moitié de l'investissement. Avec Le Jour de la fin du monde, Le Dernier Secret du Poseidon et Airport 80 Concorde, ce titre compte parmi les gros échecs commerciaux qui mirent fin à la veine « catastrophe » des années 1970.

## Autour du film
D'une durée cinéma n'excédant pas les deux heures, le film comptait pourtant au départ de copieuses séquences de dialogues, jugées assez nuisibles au rythme narratif pour être coupées. Succédant à l'exploitation en cassettes vidéo conforme à sa version cinéma, une édition DVD du début des années 2000 intégra les dites scènes au métrage, qui atteignit donc la durée de 156 minutes. Malgré la trompeuse mention d'une piste audio française, le même DVD n'en proposa aucune, les séquences nouvelles n'ayant jamais été doublées.
L'engouement des producteurs pour le thème des abeilles tueuses (on compta pas moins de quatre films à la fin des années 1970 : The Bees d'Alfredo Zacarias, Quand les abeilles attaqueront de Bruce Geller, Terreur dans le ciel de Lee H. Katzin et l'Inévitable Catastrophe) trouva son origine dans les pronostics de certains experts scientifiques prévoyant la dangereuse migration de ces insectes vers les territoires nord américains. Mais ces sinistres oracles ne tardèrent pas être démentis et les films s'en inspirant se soldèrent par des échecs.

## DVD
- France :

Le film est disponible sur le support DVD dans deux éditions :
- L'inévitable Catastrophe (DVD-9 Snap Case) sorti le 12 février 2003 édité et distribué par Warner Home Video. Le ratio écran est en 2.35:1 panoramique 16:9. L'audio est en Anglais 2.0 Dolby Digital. Les sous-titres sont en anglais, français, finlandais, islandais, suédois, tchèque, grec, polonais, turc, roumain, néerlandais et anglais pour sourds et malentendants. Le film a été remastérisé et dure 149 minutes. En supplément : les coulisses du film (VOST 2 min) et la bande annonce originale. Il s'agit d'une Zone 2 Pal.
- L'inévitable Catastrophe (DVD-9 Snap Case) sorti le 26 avril 2011 édité par Lancaster et distribué par Arcadès. Le ratio écran est en 2.35:1 panoramique 16:9. L'audio est en Anglais 2.0 Dolby Digital. Les sous-titres sont en anglais, français, finlandais, islandais, suédois, tchèque, grec, polonais, turc, roumain, néerlandais et anglais pour sourds et malentendants. Le film a été remastérisé et dure 149 minutes. En supplément : les coulisses du film (VOST 2 min) et la bande annonce originale. Il s'agit d'une Zone 2 Pal.